# An Ocean Between Us
An Ocean Between Us è il quarto album del gruppo metalcore statunitense As I Lay Dying, pubblicato nel 2007 dalla Metal Blade Records. Ha debuttato all'ottavo posto della Billboard 200, vendendo circa 39 500 copie.

## Tracce
1. Separation – 1:18
2. Nothing Left – 3:46
3. An Ocean Between Us – 4:15
4. Within Destruction – 3:57
5. Forsaken – 5:20
6. Comfort Betrays – 2:52
7. I Never Wanted – 4:46
8. Bury Us All – 2:26
9. The Sound Of Truth – 4:23
10. Departed – 1:43
11. Wrath Upon Ourselves – 4:03
12. This Is Who We Are – 4:54

## Formazione
- Tim Lambesis - voce
- Phil Sgrosso - chitarra
- Nick Hipa - chitarra
- Josh Gilbert - basso
- Jordan Mancino - batteria